# JJ72
JJ72 was een Ierse alternatieve en indierockband uit Dublin. De band werd opgericht in 1996 door zanger-gitarist Mark Greaney en drummer Fergal Matthews. De twee nodigden hun derde en laatste bandlid Hilary Woods in 1997 uit als bassiste. Zij namen twee albums op. In 2003 verliet Woods de band en werd zij vervangen door Sarah Fox. Een derde album was in voorbereiding, maar is niet uitgebracht. De band werd opgeheven in 2006.

## Geschiedenis
De band bracht hun titelloze debuutalbum JJ72 uit aan het eind van de zomer van 2000. Van dit album zijn in Ierland en het Verenigd Koninkrijk meer dan 500.000 exemplaren verkocht. Singles van dit album zijn Snow, October Swimmer, Long way south, Oxygen en Algeria. De band toerde vervolgens door Europa, de Verenigde Staten en Japan. In Europa samen met Muse en in de Verenigde Staten met Coldplay. In Nederland speelden ze onder andere op Pinkpop.
In oktober 2002 bracht de band hun tweede album I to Sky uit. Dit album bereikte de top 5 van de Ierse albumhitlijsten en de top 20 van de Britse, waarna de singles Formulae en Always and Forever werden uitgebracht.
In maart 2003 verliet Woods JJ72 omdat ze ontevreden was over haar rol in de band. De Canadese Sarah Fox (Valves) trad vervolgens in mei van dat jaar tot de band toe, waarna JJ72 weer verderging als trio. Na twee jaar stilte begon de band in mei 2005 aan hun eerste tour met Fox en brachten ze de single She's Gone uit die alleen verkrijgbaar was als download en als 7"-single. Een tweede single, Coming Home, volgde in augustus 2005, met als hoogste notering #52 in de UK Singles Chart. Een tweede, kleine tour volgde in september 2005. 
Reader, we are to let thee know,
JJ72's body only lies below;
For could the grave JJ's soul comprise,
Earth would be richer than the skies.
De band had een derde album bijna afgemaakt. Deze zou On of Heaven City Falls gaan heten. Het album zou uitgebracht worden in de zomer van 2005. Het album zou Fox' debuut worden als lid van JJ72. Zij zou een sterke invloed op de sound hebben gehad. Voordat het zover was, bracht de band een persbericht uit waarin stond dat ze hadden besloten niet langer verder te gaan. Platenlabel Sony bleef de uitgave van het album uitstellen, ondanks de goede ontvangst van Coming Home.

## Discografie

### Studioalbums
- JJ72, 2000
- I to Sky, 2002

### Singles
- Pillows, 1999
- October Swimmer, 1999
- Snow, 2000
- Long Way South, 2000
- Oxygen, 2000
- October Swimmer, 2000
- Snow, 2001
- Algeria, 2001 (promo-uitgave)
- Formulae, 2002
- Always and Forever, 2003
- She's Gone, 2005
- Coming Home, 2005